# Giro d’Italia 2016
Giro d’Italia 2016 var den 99:e upplagan av cykeltävlingen Giro d’Italia. Tävlingen startade med ett lagtempolopp den 6 maj i Apeldoorn, Nederländerna och avslutades den 29 maj i Turin.
Treveckorsloppet vanns av italienaren Vincenzo Nibali. Tvåa blev Esteban Chaves och trea slutade Alejandro Valverde. Likt föregående år vann italienaren Giacomo Nizzolo poängtävlingen. I bergspristävlingen segrade Mikel Nieve. Bob Jungels tog hem ungdomstävlingen.

## Deltagande lag
Samtliga 18 UCI World Tour-lag deltog i tävlingen, samt 4 inbjudna lag.
UCI World Tour
- AG2R La Mondiale (ALM)
- Astana (AST)
- BMC Racing Team (BMC)
- Etixx–Quick-Step (OPQ)
- FDJ (FDJ)
- IAM Cycling (IAM)
- Lampre–Merida (LAM)
- Lotto–Soudal (LTB)
- Movistar Team (MOV)
- Orica–GreenEDGE (OGE)
- Cannondale (GRS)
- Team Giant-Alpecin (GIA)
- Team Katusha (KAT)
- LottoNL–Jumbo (BEL)
- Team Dimension Data (MTN)
- Team Sky (SKY)
- Tinkoff (TTS)
- Trek–Segafredo (TFR)

Inbjudna
- Bardiani–CSF (BAR)
- Wilier Triestina–Southeast (STH)
- Gazprom–RusVelo (GAZ)
- Nippo–Vini Fantini (NIP)